# Edy Rahmayadi
Edy Rahmayadi, né le 10 mars 1961 à Sabang, est un homme politique indonésien. Il est gouverneur du Sumatra du Nord de 2018 à 2023.

## Biographie
Il est un ancien lieutenant général de l'armée indonésienne, commandant Kostrad entre 2015 et 2018. De plus, il a également été président de fédération d'Indonésie de football entre 2016 et 2019.
Diplômé en 1985 de l'Académie militaire indonésienne, il a passé 25 ans à servir à Kodam I/Bukit Barisan et plusieurs autres années à l'extérieur avant de devenir commandant de la région militaire et plus tard commandant de Kostrad. Après avoir démissionné de ses postes militaires, il a battu Djarot Saiful Hidayat lors de l'élection du gouverneur de Sumatra du Nord de 2018 pour devenir gouverneur.